# Acraea acontias
Acraea acontias är en fjärilsart som beskrevs av John Obadiah Westwood 1882. Acraea acontias ingår i släktet Acraea och familjen praktfjärilar. Inga underarter finns listade i Catalogue of Life.